# Petrizzi
Petrizzi is een gemeente in de Italiaanse provincie Catanzaro (regio Calabrië) en telt 1256 inwoners (31-12-2004). De oppervlakte bedraagt 21,5 km², de bevolkingsdichtheid is 62 inwoners per km².

## Demografie
Petrizzi telt ongeveer 482 huishoudens. Het aantal inwoners daalde in de periode 1991-2001 met 6,3% volgens cijfers uit de tienjaarlijkse volkstellingen van ISTAT.
| Jaar | Inwoneraantal |
| ---- | ------------- |
| 1991 | 1386          |
| 2001 | 1298          |

## Geografie
De gemeente ligt op ongeveer 391 m boven zeeniveau.
Petrizzi grenst aan de volgende gemeenten: San Vito sullo Ionio.